# Fausto Rossini
Fausto Rossini (* 2. März 1978 in Grosseto) ist ein ehemaliger italienischer Fußballspieler.
Rossini war für sein gutes Kopfballspiel und für seine körperliche Kraft bekannt.

## Verein
Rossini begann seine Fußballprofilaufbahn bei Atalanta Bergamo, wo er auch schon in der Jugend spielte. Zu Beginn seiner Karriere (1997) wurde er zunächst an den OGC Nizza ausgeliehen, wo er jedoch in einem halben Jahr keinen einzigen Einsatz verzeichnen konnte. Sechs Jahre lang spielte er anschließend für Atalanta und bestritt mit diesem Verein insgesamt 104 Ligaspiele. 2003 wurde Rossini an den FC Bologna ausgeliehen und 2004 an Sampdoria Genua. Er konnte sich dort aufgrund seiner schwachen Torausbeute (in zwei Jahren nur drei Tore) nicht durchsetzen. Auch bei seinem nächsten Verein Udinese Calcio war er nicht erfolgreich, weswegen er im darauffolgenden Jahr erneut den Verein wechselte und beim Serie-A-Aufsteiger Catania Calcio landete. Trotzdem ihm auch hier der Durchbruch verwehrt blieb, sicherte er am letzten Spieltag der Saison 2006/07 mit seinem 1:0-Führungstreffer gegen Chievo Verona seinem Team den Klassenerhalt.
Ab der Saison 2007/08 stand Rossini bei der AS Livorno unter Vertrag. Bei Livorno war er in seiner ersten Saison meist Ersatzspieler und stieg mit seinem Team in die Serie B ab. Nachdem erfolgreichen Wiederaufstieg in die Serie A ein Jahr später, löste Livorno den Vertrag mit Rossini im Juni 2009 auf.
Am 2. Februar 2010 unterschrieb Rossini einen Vertrag bis Saisonende bei der AC Bellinzona in der Schweiz. Nach Auslaufen seines Vertrages in Bellinzona kehrte der Angreifer in seine Heimat zurück und wechselte zu Como Calcio in die Lega Pro Prima Divisione, wo er im Jahr 2011 seine aktive Laufbahn beendete.

## Nationalmannschaft
Rossini bestritt im Jahr 1998 unter Marco Tardelli zwei Spiele für die italienische U-21-Nationalmannschaft, in denen er ein Tor erzielte.